# Comuna Biloveji-Perși, Bahmaci
Biloveji-Perși (în ucraineană Біловежі-Перші) este o comună în raionul Bahmaci, regiunea Cernihiv, Ucraina, formată din satele Biloveji-Druhi, Biloveji-Perși (reședința), Kalciînivka, Kruhloluhivka, Vîșnivske, Zarukavne și Zelenivka.

## Demografie
Componența lingvistică a comunei Biloveji-Perși
     Ucraineană (98,91%)
     Rusă (1,09%)
Conform recensământului din 2001, majoritatea populației comunei Biloveji-Perși era vorbitoare de ucraineană (98,91%), existând în minoritate și vorbitori de rusă (1,09%).